# Hardinghen
Hardinghen é uma comuna francesa na região administrativa de Altos da França, no departamento de Pas-de-Calais. Estende-se por uma área de 8,24 km². Em 2010 a comuna tinha 1 221 habitantes (densidade: 148,2 hab./km²).